# Tivi Magnusson
Tivi Magnusson (* 30. September 1942 in Århus) ist ein dänischer Filmproduzent.

## Leben
Seit Anfang der 1980er Jahre ist Magnusson als Filmproduzent tätig und hat bis heute über 50 Film- und Fernsehprojekte betreut. Er war von 1984 bis 1988 der Direktor der Metronome Productions und von 1988 bis 1990 Programmleiter bei Danmarks Radio sowie von 1990 bis 1995 der Vize-Sektorchef bei der Egmont AudioVisuel Group. 1995 gründete er zusammen mit seinem Sohn Kim Magnusson die M&M Productions. Des Weiteren war Magnusson einer der Mitbegründer der Danmarks Film Akademi.
2009 produzierte er Joachim Backs Kurzfilm-Drama The New Tenants, das auf einem Drehbuch von Anders Thomas Jensen basiert und ihm 2010 den Oscar einbrachte. Ein Jahr zuvor hatte er als Produzent von Dorte Warnø Høghs Grisen ebenfalls eine Oscar-Nominierung in der Kategorie Bester Kurzfilm erhalten.

## Filmografie
Produzent
- 1980: Tomas – et barn du ikke kan nå
- 1982: Thorvald og Linda
- 1983: Udenrigskorrespondenten
- 1984: Haus der Dunkelheit (Min farmors hus)
- 1985: Der fliegende Teppich (Hodja fra Pjort)
- 1986: Final Shot (Et skud fra hjertet)
- 1986: Ballerup Boulevard
- 1986: Barndommens gade
- 1987: Negerkys og labre larver
- 1987: Strit og Stumme
- 1988: Emmas Schatten (Skyggen af Emma)
- 1988: Goldregen (Guldregn)
- 1988: Himmel og helvede
- 1988: Da Lotte blev usynlig (Miniserie, 6 Episoden)
- 1995: Operation Cobra
- 1996: Davids bog
- 1996: Ernst und das Licht (Ernst & lyset, Kurzfilm)
- 1996: Café Hector (Kurzfilm)
- 1997: Die Insel in der Vogelstrasse (The Island on Bird Street)
- 1997: Wolfgang (Kurzfilm)
- 1998: Albert und der große Rapollo (Albert)
- 1998: Wahlnacht (Valgaften, Kurzfilm)
- 1998: Kys, kærlighed og kroner (Kurzfilm)
- 1999: Min smukke nabo (Kurzfilm)
- 2000: Blinkende Lichter (Blinkende lygter)
- 2001: Jolly Roger
- 2001: Jolly Roger – et effektfuldt eventyr (Fernsehfilm)
- 2001: Trækfugle (Kurzfilm)
- 2002: Listetyven (Kurzfilm)
- 2003: Dänische Delikatessen (De grønne slagtere)
- 2003: De grønne slagtere – en virkelig god marinade (Fernsehfilm)
- 2004: Der Fakir (Fakiren fra Bilbao)
- 2005: Adams Äpfel (Adams æbler)
- 2005: Den rette ånd
- 2006: Der verlorene Schatz der Tempelritter (Tempelriddernes skat)
- 2007: Der verlorene Schatz der Tempelritter II (Tempelriddernes skat II)
- 2008: Frode og alle de andre rødder
- 2008: Begravelsen (Kurzfilm)
- 2008: Der verlorene Schatz der Tempelritter III: Das Geheimnis der Schlangenkrone (Tempelriddernes Skat III: Mysteriet om Slangekronen)
- 2008: Make My Day (Kurzfilm)
- 2009: Monsterjægerne
- 2009: Das Ende der Welt (Ved verdens ende)
- 2009: The New Tenants (Kurzfilm)
- 2010: Good Luck (Kurzfilm)
- 2012: 9 Meter (9 meter, Kurzfilm)
- 2013: Dronning for en dag (Kurzfilm)
- 2013: Helium (Kurzfilm)
- 2014: Katusha (Kurzfilm)
- 2014: Historien om en snor (Kurzfilm)
- 2015: Men & Chicken (Mænd & Høns)
- 2015: Albert und die Diamantendiebe (Albert)
- 2016: Sporskifte (Kurzfilm)
- 2016: Silent Nights (Kurzfilm)
- 2017: The Dolphin (Kurzfilm)
- 2018: Kleiner Aladin und der Zauberteppich (Hodja fra Pjort)
- 2018: Dark Angel (Kurzfilm)

Ausführender Produzent
- 1986: Guldregn (Fernsehserie, 6 Episoden)
- 1996: De nye lejere (Kurzfilm)
- 1999: Tempo (Kurzfilm)
- 2000: Afsporet (Kurzfilm)
- 2002: Der er en yndig mand
- 2003: Nói Albínói
- 2003: Zakka West
- 2007: Til døden os skiller
- 2008: Grisen (Kurzfilm)
- 2011: Den talende kuffert (Kurzfilm)
- 2017: Dinner with A (Kurzfilm)
- 2019: Konfirmanden (Kurzfilm)
- 2019: Ida (Kurzfilm)
- 2020: Abbi Fede (Kurzfilm)
- 2020: Turned (Kurzfilm)
- 2021: Stenofonen (Kurzfilm)
- 2021: Mommy, Why Is Santa Crying? (Kurzfilm)